# Ferenc Török (regista)
Ferenc Török (Budapest, 23 aprile 1971) è un regista ungherese.

## Riconoscimenti
- "Miglior opera prima" al Festival del cinema ungherese per il film Moscow Square (2001)

## Filmografia

### Regia
- Tranzit (1999)
- Valaki kopog (2000)
- Moscow Square (2001)
- A Bus Came... (2003)
- Eastern Sugar (2004)
- Európából Európába (2004)
- Von den Sockeln (2004)
- A Pál utcai fiúk (2005)
- A Day Off (2005)
- Csodálatos vadállatok (2005)
- Overnight (2007)
- HVG30 (2009)
- Koccanás (2009)
- Logbook '89–'09 (2009)
- Apacsok (2010)
- Istanbul (2011)
- East Side Stories (2012)
- Magyarország 2011 (2011)
- Hegyek és tengerek köztt: Samira (2013)
- Brigád (2013)
- Senki szigete (2014)
- 1945 (2016)

### Sceneggiatura
- Tranzit (1999)
- Valaki Kopog (2000)
- Piazza Mosca (2001)
- È arrivato un autobus ... (2003)
- Zucchero orientale (2004)
- Un giorno libero (2005)
- Csodálatos vadállatok (2005)
- Pernottamento (2007)
- HVG30 (2009)
- Diario di bordo '89-09' (2009)
- Isztambul (2011)
- Storie dell'East Side (2012)
- Magyarország 2011 (2012)
- Hegyek è il protagonista: Samira (2013)
- Brigad (2013)
- 1945 (2016)